# Sigmund Schenkling
Sigmund Schenkling (nom de naissance Berthold Sigismund Schenkling, né le 11 juillet 1865 à Laucha an der Unstrut, arrondissement de Querfurt (de) et mort le 16 décembre 1946 à Eisleben) est un professeur entomologiste et coléoptérologue allemand.

## Biographie
Sigmund Schenkling est diplômé de l'école primaire de Laucha. Fils du professeur et coléoptérologue Carl Schenkling (1835-1911) , il suit très tôt les traces de son père. Après avoir terminé sa formation à l'école de formation des enseignants de Weißenfels en 1888, il travaille d'abord à Stolberg dans les montagnes du Harz, puis à Hambourg en tant que professeur d'école primaire. Là, ses études scientifiques se concentrent de plus en plus sur le domaine de la science des coléoptères (coléoptérologie). Ses travaux sur les coléoptères colorés (Cleridae) lui valent une renommée mondiale au tournant du siècle et l'invitation à la co-rédaction de l'un des plus importants travaux entomologiques de l'époque, le Genera Insectorum de P. Wytsman (1866-1925). Peu de temps après son mariage avec Paula von Pein, avec qui il a trois fils, en 1904, Schenkling est nommé au poste au conservateur au Musée national d'entomologie allemand (aujourd'hui l'Institut entomologique allemand, DEI) à Berlin, qui a été fondée par l'érudit et entomologiste Gustav Kraatz sous la forme d'une fondation privée. En tant que dépositaire et bibliographe, Schenkling contribue de manière significative au fait que le DEI devient la plus importante institution entomologique allemande de réputation mondiale dans les années à venir.
En 1909, l'éditeur et entomologiste néerlandais Wilhelm Junk (de) lui confie le poste de rédacteur en chef de la publication du Coleopterorum Catalogus, un projet ambitieux qui consiste à compiler systématiquement toute la littérature sur les coléoptères publiée jusqu'alors sous une forme actualisée et éditée. Les travaux durent 30 ans et le catalogue se développe pour atteindre 31 volumes sous forme d'encyclopédie; un total de 57 auteurs y ont travaillé. Aujourd'hui encore, il est considéré comme un ouvrage de référence en coléoptérologie. Au cours de son travail à la DEI jusqu'en 1922, Schenkling, avec le directeur de la DEI et le docteur Walther Horn (de) (1871-1939), enregistre la littérature entomologique jusqu'en 1863 dans lI'ndex Litteraturae Entomologicae, qui est également d'une importance mondiale aujourd'hui encore.
Après sa retraite en 1926, Schenkling commence son dernier ouvrage majeur, le Faunistischen Führer durch die Coleopteren-Literatur, dont seul le premier volume a pu être publié en raison de la Seconde Guerre mondiale. La plupart des manuscrits qui ne sont pas détruits par la guerre sont maintenant dans les archives de la DEI, qui s'occupe du patrimoine scientifique de Schenkling.
En reconnaissance de l'œuvre de sa vie, la Société allemande d'entomologie décerne à Sigmund Schenkling la médaille Johann Christian Fabricius en 1943.

## Travaux (sélection)
- Nomenclator Coleopterologicus, Francfort-sur-le-Main 1894, et Iéna 1922
- Pars 13 (Cleridae) in: P. Wytsman, Genera Insectorum, Bruxelles 1903
- Erklärung der wissenschaftlichen Käfernamen aus Reitter´s Fauna Europaea, Stuttgart 1917
- mit W. Horn: Index Litteraturae Entomologicae, Berlin 1929
- Coleopterorum Catalogus W. Junk editus a S. Schenkling, ’s-Gravenhage 1940
- Faunistischer Führer durch die Coleopteren-Literatur, Neubrandenbourg 1938
- Deutsche Entomologische National-Bibliothek, Redaktion mit C. Schaufuß, ab 1910
- sowie zahlreiche weitere Schriften zu den Cleriden, Artikel, Fachbeiträge etc. im Archiv des DEI